# 阿萊馬耶胡王子
德贾兹马奇阿萊馬耶胡·西姆延·特沃德羅斯（1861年4月23日—1879年11月14日），埃塞俄比亚帝国特沃德罗斯二世與蒂鲁沃克·武貝之子，被俘虜至英國。

## 生平
阿萊馬耶胡父親，特沃德罗斯二世在1868年被第一代马格达拉的纳皮尔男爵罗伯特·纳皮尔領軍打敗後自盡。馬格達拉戰役後，英軍洗劫了皇宮，洗劫者中包括一名大英博物館職員，而阿萊馬耶胡王子被俘虜至英國並得到特里斯特拉姆斯·斯皮迪的悉心照料。
王子在怀特岛郡斯皮迪的住所居住，斯皮迪並在奧斯本莊園把王子介紹給維多利亞女王認識。女王對王子的生平和教育很有興趣。他有時侯跟隨斯皮迪及其妻子在印度居住，但政府認為他應該在英格蘭接受教育，把並他送到洛克斯公園學校（Lockers Park School），之後送到切爾滕納姆的車特咸學院，得到校長托马斯·杰克斯-布莱克的關照。1875年他隨杰克斯-布莱克轉到拉格比公學就讀，其中一名導師為西里尔·蘭塞姆（亞瑟·蘭塞姆之父）。1878年他進入桑赫斯特皇家軍事學院，但他在那裡並不開心，翌年轉至英格蘭里茲法爾黑丁利與他的舊導師蘭塞姆學習，但不到一星期他患上胸膜炎，雖然得到醫生克利福德·奥尔伯特（Dr Clifford Allbutt）等人診治，王子仍在六週後離世。
維多利亞女王在她的日記中提到王子的離世，寫道他是一位善良和友善的孩子，對他的客死異鄉感到悲哀。她亦提到王子在英格蘭生活十分不高興，他知道人們因為他的膚色而對注意他。

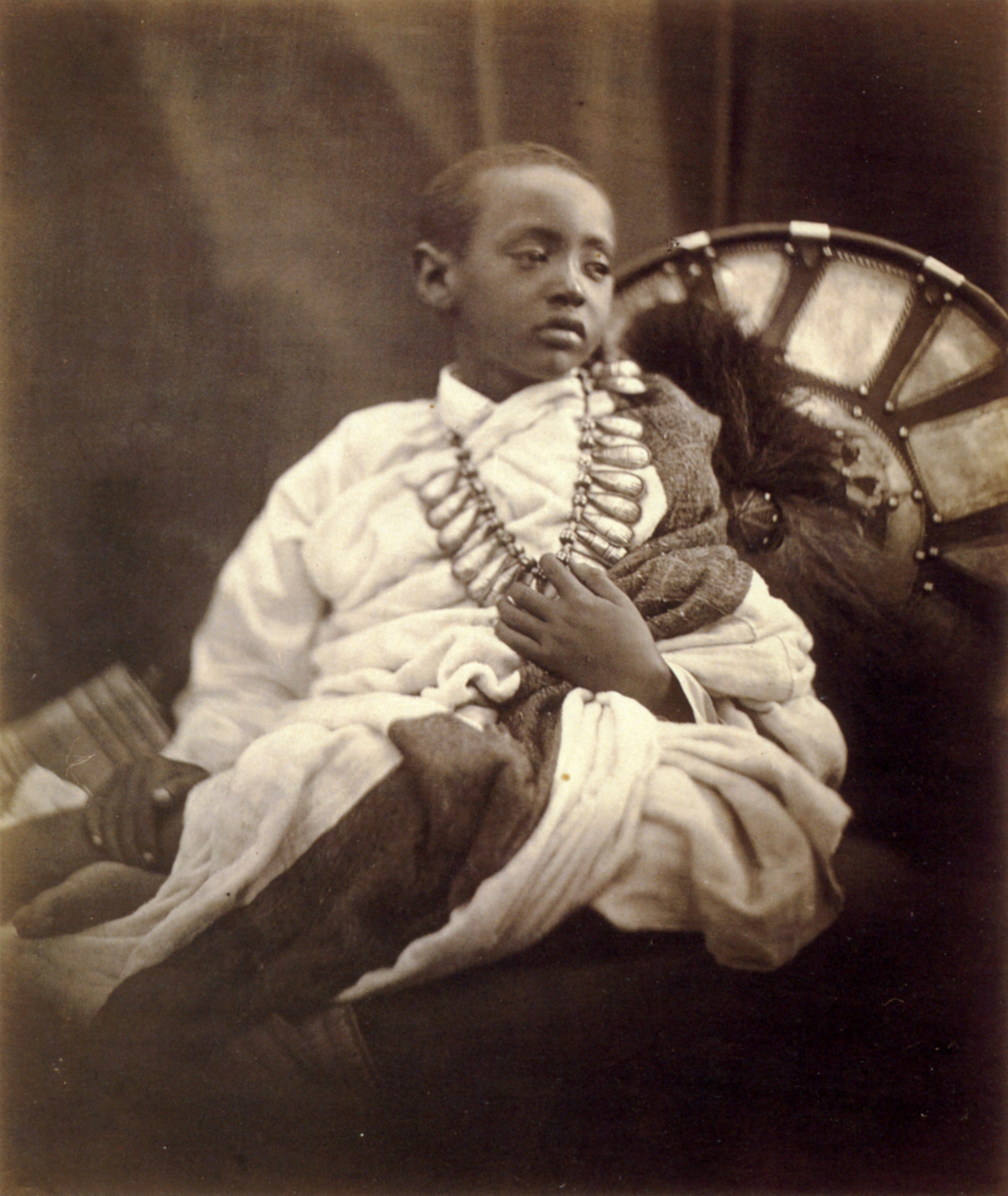
1868年在懷特島的阿萊馬耶胡王子

維多利亞女王把阿萊馬耶胡王子安葬在温莎城堡圣乔治礼拜堂，葬禮在1879年11月21日舉行，出席者包括西里尔·蘭塞姆，第一代伊兹利伯爵斯塔福德·诺思科特，第一代马格达拉的纳皮尔男爵罗伯特·纳皮尔和特里斯特拉姆斯·斯皮迪。聖喬治礼拜堂中殿有一塊紀念他的黃銅牌匾，上面寫著「我曾是一個異鄉人，你們收留了我」，阿拉馬耶胡的遺體被埋葬在礼拜堂西側地下墓穴中。
2007年，埃塞俄比亞政府要求英國歸還阿萊馬耶胡王子的遺體回國安葬。白金漢宮拒絕了對方政府要求，指掘起王子的遺體會影響到其它先人安息而拒絕。